# Heterolocha fuscofasciaria
Heterolocha fuscofasciaria là một loài bướm đêm trong họ Geometridae.